# Pueblos latinos

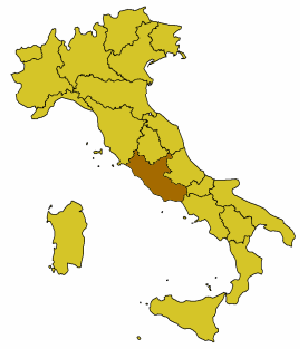
Región del Lacio (Latium) en Italia, donde surgió el latín y que es considerada el "origen de todos los pueblos latinos".

Los pueblos latinos son un grupo étnico nativo de Europa cuya lengua, herencia cultural y étnica deriva de los antiguos latinos que habitaban la región del Latium de la Italia central, y que posteriormente fundaron la Antigua Roma.
Con la expansión militar del pueblo romano, su cultura e idioma se fue difundiendo por los pueblos
que iban conquistando, llevando con ello a la formación de un imperio que progresivamente desarrolló una cultura que se ha mantenido a lo largo de los siglos, sirviendo así como patrimonio de esos pueblos europeos.
Cabe distinguir que, el término «latino» para referirse a un latinoamericano es una abreviación de una resolución política que nombró al conjunto de algunos países de América con el término América Latina, promovida por los intereses económicos y políticos de Napoleón III y de su necesidad de implantarse en el continente americano como contrapeso a la gran influencia que por la época comenzaron a adquirir los Estados Unidos de América. De este modo, pretendió justificar así la invasión que llevó a cabo de México, creyendo que el resaltar el carácter latino de Francia, le acercaría a los mexicanos y a la imposición de Maximiliano como emperador.

## Fases de desarrollo
Se distinguen dos fases histórico–geográficas del desarrollo de los pueblos latinos: 
1) la «primera generación»: relacionada con las ciudades-estados que hicieron parte de la nación latina en la península itálica, y que luego fueron absorbidas por Roma y la República romana.
2) la «segunda generación»: relacionada con España, Francia, Italia, Portugal y Rumania, naciones nacidas originariamente de la colonización romana y tras el fin del Imperio romano.

### Pueblos de la primera generación

Los pueblos de la península itálica al principio de la Edad del Hierro.

Son todos aquellos que hicieron parte de la antigua nación latina, entre los cuales se destacó Roma.
- Albenses (Alba Longa)
- Accienses (Aricia)
- Fidenates (Fidenae)
- Foreti (Gabii)
- Labicani (Labicum)
- Lavinienses (Lavinium)
- Munienses (Quirinus o Castromoenium)
- Praeneste (Palestrina)
- Querquetulani (Celio)
- Romani (Roma)
- Satricani (Satricum)
- Tiburtini (Tibur)
- Tusculani (Tusculum)
- Tolerienses (Tolerium)
- Velienses (Velia)
- Veletrienses (Velitrae)

### Pueblos de la segunda generación
El Imperio romano (en el que Roma estableció numerosas colonias), quedó dividido en el Medievo en varias naciones-regiones. Los territorios más romanizados fueron  Italia y las provincias romanas instauradas en Dacia, Galia e Hispania, cuyas poblaciones se convirtieron sucesivamente en "países y pueblos neolatinos".
En general, todos ellos están emparentados tanto lingüística como étnicamente, en mayor o menor medida, con la Antigua Roma y, junto a Grecia, conforman los pueblos grecolatinos.
Esta segunda latinización se llevó a cabo sobre el siglo VIII, llevando la lengua a regiones que nunca había estado antes, resultando en una lengua europea común denominada latín medieval, el cual se convirtió en la lengua culta de liturgia, de derecho, de religión y de creación literaria.

## Países latinos

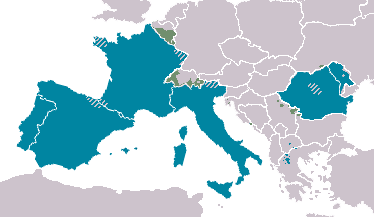
La Europa latina (en azul donde las lenguas romances son mayoría). En el mapa se incluyen los aromunes de Grecia.

### Principales países latinos
Los principales países conformados por uno o varios pueblos latinos son:
- España.[14][15][16]
- Francia.[17][16]
- Italia.[17][16]
- Portugal.[17]
- Rumania.[18]

### Países latinos menores
Los siguientes países son más pequeños en comparación o forman parte de los micro-Estados europeos:
- Andorra (micro-Estado)
- Ciudad del Vaticano (micro-Estado y único país en el que el latín es una lengua de uso común)
- Luxemburgo (país de tamaño menor donde el francés es uno de los idiomas oficiales)
- Malta (micro-Estado donde el italiano es una lengua de uso común y antiguo idioma oficial)
- Moldavia (país de tamaño menor en comparación a Rumania)
- Mónaco (micro-Estado)
- San Marino (micro-Estado)

### Países con etnia latina regional e idioma románico estatal
Los siguientes países comparten regiones demográficamente latinas y tanto su cultura como idiomas forman parte de sus respectivos Estados:
- Bélgica (Bruselas y Valonia)
- Suiza (Grisones, Romandía y la Suiza italiana)[19][20]

## Lenguas románicas
Se incluye como tales a aquellos que, siendo parte de un país, se caracterizan por tener una lengua propia de raíz románica. Generalmente, si el país es latino, se les considera una parte de este, si no, se tienen por una minoría.

### Idiomas románicos oficiales
- Catalán (Andorra)
- Español (España)
- Francés (Bélgica, Francia, Luxemburgo, Mónaco y Suiza)
- Italiano (Ciudad del Vaticano, Italia, San Marino y Suiza)
- Portugués (Portugal)
- Romanche (Suiza)
- Rumano (Moldavia y Rumania)

### Idiomas románicos cooficiales o secundarios
- Aragonés (España)
- Arrumano (repúblicas balcánicas)
- Asturleonés (España y Portugal)
- Catalán (España, Francia e Italia)
- Corso (Francia e Italia)
- Emiliano-romañol (Italia y San Marino)
- Español (Andorra y Gibraltar)
- Francés (Andorra, Italia e islas del Canal)
- Franco-provenzal (Francia, Italia y Suiza)
- Friulano (Italia)
- Gallego (España)
- Italiano (Croacia, Eslovenia y Malta)[21][22][23]
- Ladino (Italia)
- Ligur (Francia, Italia y Mónaco)
- Lombardo (Italia y Suiza)
- Napolitano (Italia)
- Normando (Francia e islas del Canal)
- Occitano (España, Francia, Italia y Mónaco)
- Piamontés (Italia)
- Portugués (Andorra)
- Rumano (Serbia)[24]
- Sardo (Italia)
- Siciliano (Italia)
- Valón (Bélgica y Francia)
- Véneto (Croacia, Eslovenia e Italia)